# Gilletinus flavocastaneus
Gilletinus flavocastaneus là một loài bọ cánh cứng trong họ Geotrupidae. Loài này được Lea miêu tả khoa học năm 1924.